# Башкиров, Данил Сергеевич
Данил Сергеевич Башкиров (род. 15 мая 2001, Тюмень) — российский хоккеист, нападающий.

## Биография
Встал на коньки в три года. Начал заниматься хоккеем в тюменском «Газовике», в 2013 году перешёл в «Тюменский легион». В 2015 году переехал в пансионат олимпийского резерва (Ханты-Мансийск), стал выступать за команду «Югра». Сезон 2017/18 отыграл в команде МХЛ «Мамонты Югры». В 2018 году перешёл в систему «Салават Юлаев», сезон провёл в "«Толпаре» (МХЛ). Со следующего сезоне также стал играть в ВХЛ за «Торос», 17 декабря 2019 года в домашнем матче с «Сибирью» (2:3) дебютировал в КХЛ.

## Статистика
В КХЛ сыграл 264 матча, забросил 31 шайбу, сделал 44 передачи, набрал 50 минут штрафа, показатель полезности «+19».
В ВХЛ сыграл 32 матча, забросил 6 шайб, сделал 6 передач, набрал 50 минут штрафа, показатель полезности «+52».
В МХЛ сыграл 145 матчей, забросил 37 шайб, сделал 42 передачи, набрал 161 минуту штрафа, показатель полезности «+2».